# إستفان إلكو
إستفان إلكو (بالمجرية: Ilku István)‏ (مواليد 6 مارس 1933) هو لاعب كرة قدم. يلعب مع منتخب المجر لكرة القدم. سبق له أن لعب في كأس العالم لكرة القدم مع منتخب بلاده.

## روابط خارجية
- إستفان إلكو على موقع الاتحاد الدولي (مؤرشف)  (الإنجليزية)
- إستفان إلكو على موقع قاعدة بيانات كرة القدم.إي يو (الإنجليزية)
- إستفان إلكو على موقع بيانات كرة القدم. دي إي (الألمانية)
- إستفان إلكو على موقع ناشيونال فوتبول تيمز (الإنجليزية)
- إستفان إلكو على موقع Soccerway.com (الإنجليزية)
- إستفان إلكو على موقع عالم كرة القدم.نت (الإنجليزية)